# Levuana iridescens
Espèce
Levuana iridescens est une espèce d'insectes lépidoptères de la famille des Zygaenidae, endémique des îles Fidji.
Cet insecte était un ravageur du cocotier aux Fidji depuis la fin du XIXe siècle, mais il a été presque complètement exterminé en 1925 à la suite de l'introduction, dans le cadre d'un programme de lutte biologique, d'une mouche parasitoïde de la famille des Tachinidae, Bessa remota, en provenance de Malaisie